# Hersilia aldabrensis
Hersilia aldabrensis är en spindelart som beskrevs av Foord och Ansie S. Dippenaar-Schoeman 2006. Hersilia aldabrensis ingår i släktet Hersilia och familjen Hersiliidae. Inga underarter finns listade i Catalogue of Life.